# ماي نيم (فرقة)
ماي نيم (هانغل: 마이네임; تكتب بطريقة MYNAME) هي فرقة فتيان كورية جنوبية تحت إدارة إتش 2 ميديا. ابتكارها هوانهي عضو في فلاي تو ذا سكاي،  الفرقة تتكون من خمسة أعضاء : GunWoo، InSoo، SeYong، JunQ، و ChaeJin. كان ظهورهم بإطلاق أغنيتهم المنفردة  "Message" (메시지) في أكتوبر 2011.

## روابط خارجية
- ماي نيم على موقع ميوزك برينز (الإنجليزية)
- ماي نيم على موقع أول ميوزيك (الإنجليزية)
- ماي نيم على موقع ديسكوغز (الإنجليزية)

- (كورية)
- ماي نيم على Yoshimoto R and C (يابانية)